# Донецька обласна універсальна наукова бібліотека імені Н. К. Крупської
Донецька державна обласна універсальна наукова бібліотека імені Н. К. Крупської — заснована 1926 року як центральна міська бібліотека міста Донецька. 1932 року у зв'язку з тим, що місто стало обласним центром отримала статус обласної.

## Будівля бібліотеки
1935 року за проєктом архітектора Еммануїла Львовича Гамзе споруджено будівлю бібліотеки. Під час Німецько-радянської війни фонди і будівля сильно постраждали. 1943 року відновлено обслуговування читачів. До 1955 року велися ремонтні роботи і реконструкція за проєктом М. П. Порхунової. На фасаді створені горельєфи роботи скульпторів Наума Абрамовича Гінзбурга і Павла Павловича Гевеке. У читальному залі декілька бюстів письменників і вчених виконано скульптором Костянтином Юхимовичем Ракитянським. Бюст Белинского в библиотеке имени Крупской работы Наума Абрамовича Гинзбурга.
В 1966—1967 роках бібліотека перепрофільована з масової в наукову. В одній будівлі з бібліотекою імені Крупської розміщувався Донецький обласний краєзнавчий музей, а у дворі стояв танк Франца Андрійовича Гринкевича, який був туди переміщений після реконструкції Пам'ятника Гринкевичу. 1972 року музей разом з танком переїхав в інше місце — на вулицю Челюскінців.
28 грудня 1983 року будівлі бібліотеки присвоєно статус пам'ятки архітектури місцевого значення.
26 серпня 2009 року за ініціативою Донецького товариства греків імені Федіра Стамбулжи на будівлі бібліотеки імені Крупської встановлена меморіальна дошка на честь Пантелія Варламовича Тамурова, який керував будівництвом культурних об'єктів міста в 1930-ті роки.

## Фонди бібліотеки
На 01.01.2010 року бібліотечний фонд нараховував 1 659 134 прим. документів, у тому числі 12 535 аудіовізуальних і електронних видань. На І півріччя 2010 року передплачено 208 назв газет і 865 назв журналів.

## Робота бібліотеки
Щодня бібліотеку відвідують до 1000 читачів, які отримують більше одного мільйона друкованих примірників. З 1992 року ведеться комп'ютеризація бібліотечних процесів.
Відділи бібліотеки
- Відділ міського абонемента
- Відділ документів з гуманітарних та природничих наук
- Бібліотека канадсько-українського центру
- Літературно-художній музей Т. Г. Шевченка
- Відділ документів з економічних, технічних та сільськогосподарських наук
- Відділ мистецтв
- Відділ документів іноземними мовами
- Відділ періодичних документів
- Сектор рідкісних документів
- Відділ краєзнавства
- Інформаційно-бібліографічний відділ
- Сектор інформації з питань культури і мистецтва
- Сектор організації дозвілля, наочної інформації та зв'язків з громадськістю
- Відділ автоматизації бібліотечних процесів
- Відділ маркетингу
- Відділ комплектування фондів
- Відділ обробки документів та організації каталогів
- Відділ зберігання основного бібліотечного фонду
- Сектор депозитарного відбору і збереження документів
- Сектор МБА та комплексного обслуговування підприємств
- Науково-методичний відділ
- Донбаський історико-літературний музей Василя Стуса